# Morti il 16 aprile

## I secolo(1)
- 69 - Otone, imperatore romano (n. 32)

## VII secolo(1)
- 665 - Fruttuoso di Braga, arcivescovo e santo spagnolo

## X secolo(2)
- 963 - Guglielmo I di Weimar, nobile tedesco
- 974 - Arnolfo I di Milano, arcivescovo italiano

## XI secolo(2)
- 1039 - Guglielmo III di Weimar, nobile tedesco
- 1090 - Sichelgaita di Salerno, principessa longobarda (n. 1036)

## XII secolo(8)
- 1113 - Svjatopolk II di Kiev, sovrano (n. 1050)
- 1115 - Magnus Erlendsson, conte e santo
- 1118 - Adelasia del Vasto, nobile
- 1124 - Guglielmo di Montfort-sur-Risle, religioso e abate francese (n. 1054)
- 1130 - Óengus del Moray, re scozzese
- 1148 - Robert de Bethune, vescovo cattolico britannico
- 1148 - Alfonso Giordano di Tolosa, nobiluomo francese (n. 1103)
- 1198 - Federico I di Babenberg, nobile austriaco (n. 1175)

## XIII secolo(4)
- 1206 - Kujō Yoshitsune, poeta giapponese (n. 1169)
- 1234 - Riccardo il Maresciallo, III conte di Pembroke, nobile britannico (n. 1191)
- 1249 - Contardo d'Este, cavaliere medievale italiano (n. 1216)
- 1292 - Thibaud Gaudin, francese

## XIV secolo(5)
- 1305 - Gioacchino da Siena, religioso italiano (n. 1258)
- 1308 - Guglielmo I di Berg, nobile
- 1317 - Guglielmo Gnoffi, religioso italiano (n. 1256)
- 1375 - John Hastings, II conte di Pembroke, militare inglese (n. 1347)
- 1396 - Bartolomeo Uliari, cardinale e vescovo cattolico italiano

## XV secolo(6)
- 1424 - Corrado IV di Friburgo, nobile svizzero
- 1441 - Floriano Sampieri, giurista italiano (n. 1360)
- 1470 - Tommaso Benci, mercante, poeta e scrittore italiano (n. 1427)
- 1480 - Pedro de Osma, teologo spagnolo
- 1496 - Davide di Borgogna, vescovo cattolico tedesco (n. 1427)
- 1496 - Carlo Giovanni Amedeo di Savoia, nobile (n. 1488)

## XVI secolo(9)
- 1530 - Giovanni da Castrovillari, francescano italiano (n. 1480)
- 1534 - Maham Begum, regina indiana
- 1566 - Juan Correa de Vivar, pittore spagnolo (n. 1510)
- 1566 - Giulia Gonzaga, nobildonna, letterata e mecenate italiana (n. 1513)
- 1568 - Guglielmo Grataroli, medico e filosofo italiano (n. 1516)
- 1572 - Mary Talbot, nobildonna inglese
- 1582 - Oyamada Nobushige, militare giapponese (n. 1545)
- 1587 - Anne Stanhope, nobile inglese
- 1594 - Ferdinando Stanley, V conte di Derby, nobile britannico

## XVII secolo(21)
- 1602 - Anton Maria Salviati, cardinale e vescovo italiano (n. 1537)
- 1605 - Giorgio Picchi il Giovane, pittore italiano
- 1623 - Domenico Fetti, pittore italiano (n. 1589)
- 1625 - Angelo di Gesù Maria, religioso italiano (n. 1578)
- 1638 - Enrico II di Rohan, condottiero francese (n. 1579)
- 1640 - Carlotta Flandrina di Nassau, badessa francese (n. 1579)
- 1640 - Rodrigo Pacheco, nobile spagnolo (n. 1580)
- 1649 - Giannettino Gonzaga, religioso e teologo italiano (n. 1600)
- 1655 - Ernesto Casimiro di Nassau-Weilburg, nobile tedesco (n. 1607)
- 1656 - Pavel di Kolomna, vescovo ortodosso russo
- 1673 - Pietro Marchetti, chirurgo, anatomista e medico italiano (n. 1589)
- 1675 - Robert Rich, V conte di Warwick, conte britannico (n. 1620)
- 1677 - Aniello de Guzmán y Carafa, nobile spagnolo
- 1681 - Jean-Baptiste de Valbelle, ammiraglio francese (n. 1627)
- 1682 - Francesco Cascio, religioso e missionario italiano (n. 1600)
- 1687 - George Villiers, II duca di Buckingham, nobile, politico e poeta inglese (n. 1628)
- 1689 - Aphra Behn, scrittrice, poetessa e drammaturga britannica (n. 1640)
- 1690 - Gesina ter Borch, pittrice e disegnatrice olandese
- 1694 - Chiara Clemenza di Maillé, nobile francese (n. 1628)
- 1695 - Pietro Delai, architetto italiano
- 1700 - Carlo Targa, giurista italiano (n. 1615)

## XVIII secolo(23)
- 1713 - Archil d'Imerezia, re (n. 1647)
- 1715 - Alexandre Jean Oppenordt, ebanista francese (n. 1639)
- 1722 - Johann Jacob Bach, musicista e compositore tedesco (n. 1682)
- 1729 - Antonio Ferrante Gonzaga, nobile italiano (n. 1687)
- 1732 - Antonio Lazzarini, pittore italiano (n. 1672)
- 1737 - Marco Giacinto Gandolfo, vescovo cattolico italiano (n. 1658)
- 1738 - Jan Jacob de Graaf, organista olandese (n. 1672)
- 1741 - Francesco Granet, critico letterario e traduttore francese (n. 1692)
- 1742 - Stefano Benedetto Pallavicino, poeta e librettista italiano (n. 1672)
- 1743 - Cornelis van Bynkershoek, giurista olandese (n. 1673)
- 1744 - Salvatore Pappacoda, II principe di Centola, nobile e politico italiano (n. 1688)
- 1754 - Alessandro Del Nero, scrittore e drammaturgo italiano (n. 1689)
- 1756 - Jacques Cassini, astronomo francese (n. 1677)
- 1760 - Charlotte Charke, attrice teatrale inglese (n. 1713)
- 1769 - Pietro Nachini, organaro italiano (n. 1694)
- 1771 - José Joaquín de Montealegre, diplomatico e politico spagnolo (n. 1698)
- 1772 - Lorenzo De Mari, doge (n. 1685)
- 1782 - Giuseppe Vasi, incisore e architetto italiano (n. 1710)
- 1783 - Benedetto Giuseppe Labre, santo francese (n. 1748)
- 1783 - Christian Mayer, astronomo e gesuita ceco (n. 1719)
- 1788 - Georges-Louis Leclerc de Buffon, nobile, naturalista e matematico francese (n. 1707)
- 1794 - Domenico Maggiotto, pittore italiano (n. 1712)
- 1799 - Louis-Auguste Feneulle, architetto francese (n. 1733)

## XIX secolo(55)
- 1804 - William Maclay, politico statunitense (n. 1737)
- 1812 - Karl Bechon, miniatore polacco (n. 1732)
- 1812 - Martin von Molitor, pittore austriaco (n. 1759)
- 1812 - Domenico Muzzi, pittore italiano (n. 1742)
- 1813 - Giulio Giuseppe Mozzi, matematico, politico e poeta italiano (n. 1730)
- 1821 - Simon Jean François Ravenet, incisore francese (n. 1737)
- 1822 - Jean-François Heurtier, architetto francese (n. 1739)
- 1822 - Dmitrij Grigor'evič Levickij, pittore russo (n. 1735)
- 1823 - Ramon Strauch Vidal, vescovo cattolico spagnolo (n. 1760)
- 1825 - Johann Heinrich Füssli, letterato e pittore svizzero (n. 1741)
- 1828 - Francisco Goya, pittore e incisore spagnolo (n. 1746)
- 1830 - József Katona, drammaturgo ungherese (n. 1791)
- 1832 - Alexandre Henri Gabriel de Cassini, botanico e naturalista francese (n. 1781)
- 1832 - Justus Christian Loder, chirurgo e anatomista tedesco (n. 1753)
- 1833 - Henry Herbert, II conte di Carnarvon, nobile, politico e militare britannico (n. 1772)
- 1844 - Giovanni Scaramuzza, pittore italiano (n. 1818)
- 1846 - Domenico Dragonetti, contrabbassista e compositore italiano (n. 1763)
- 1849 - Johan Nugent, generale austriaco (n. 1796)
- 1850 - Antonio Durini, nobile e politico italiano (n. 1770)
- 1852 - Paolo Federico di Württemberg, principe (n. 1785)
- 1854 - Gabriele Rossetti, poeta, critico letterario e patriota italiano (n. 1783)
- 1858 - Johann Baptist Cramer, pianista, compositore e editore inglese (n. 1771)
- 1858 - Natale Schiavoni, pittore e incisore italiano (n. 1777)
- 1859 - Alexis de Tocqueville, filosofo, politico e giurista francese (n. 1805)
- 1860 - Bartolomeo Borghesi, numismatico e epigrafista italiano (n. 1781)
- 1862 - Giuseppe Maria Rizzolati, missionario e vescovo cattolico italiano (n. 1799)
- 1863 - François Victor Masséna, nobile e ornitologo francese (n. 1799)
- 1864 - Bartolomeo Bongiovanni, pittore, scultore e architetto italiano (n. 1791)
- 1865 - Anna di Assia-Darmstadt, nobile (n. 1843)
- 1869 - Cesare Alfieri di Sostegno, politico e diplomatico italiano (n. 1799)
- 1869 - Camillo Pucci, pittore italiano (n. 1802)
- 1870 - Tullio Dandolo, scrittore, storico e filosofo italiano (n. 1801)
- 1870 - Carolina di Borbone-Due Sicilie, principessa (n. 1798)
- 1871 - Domenico Fois, giurista, politico e avvocato italiano (n. 1780)
- 1871 - Johann Ritter von Oppolzer, medico austriaco (n. 1808)
- 1872 - Anton von Doblhoff-Dier, politico austriaco (n. 1800)
- 1873 - Arcisse de Caumont, archeologo, critico d'arte e storico francese (n. 1801)
- 1875 - Joseph-Antoine-Charles Couderc, tenore e baritono francese (n. 1810)
- 1878 - Angelo Armenante, matematico italiano (n. 1844)
- 1879 - Peter Kozler, geografo austriaco (n. 1824)
- 1879 - Bernadette Soubirous, mistica e religiosa francese (n. 1844)
- 1882 - Francesco Ranzi, imprenditore austriaco (n. 1816)
- 1883 - Carlo II di Parma, sovrano (n. 1799)
- 1883 - Eugenio Stefano Stara, politico italiano (n. 1800)
- 1884 - Walter Montagu Douglas Scott, V duca di Buccleuch, politico scozzese (n. 1806)
- 1888 - Friedrich Grillo, imprenditore tedesco (n. 1825)
- 1888 - Sigmund von Wróblewski, fisico e chimico polacco (n. 1845)
- 1890 - Moritz Lotze, fotografo tedesco (n. 1809)
- 1891 - Vincenzo De Michelis, flautista e compositore italiano (n. 1825)
- 1896 - Benedetto Maramotti, politico e prefetto italiano (n. 1823)
- 1897 - Lodovico Berti, giornalista, politico e avvocato italiano (n. 1818)
- 1898 - Joaquín Crespo, militare e politico venezuelano (n. 1841)
- 1899 - Federico Lancetti, ebanista e intarsiatore italiano (n. 1814)
- 1899 - Frances Anne Vane, nobildonna irlandese (n. 1822)
- 1900 - Dankmar Adler, architetto e ingegnere statunitense (n. 1844)

## XX secolo(228)
- 1901 - Amilcare Anguissola, nobile, militare e politico italiano (n. 1820)
- 1901 - Henry Augustus Rowland, fisico statunitense (n. 1848)
- 1904 - Heinrich Antonovič Leer, generale, insegnante e storico russo (n. 1829)
- 1904 - Samuel Smiles, scrittore, giornalista e politico scozzese (n. 1812)
- 1908 - Edward Angelo Goodall, pittore, illustratore e incisore inglese (n. 1819)
- 1909 - Giovanni Battista Dessiglioli, organaro italiano (n. 1849)
- 1909 - Gaetano Moscuzza, politico italiano (n. 1820)
- 1909 - Paolo Tassinari, chimico italiano (n. 1829)
- 1910 - Walter Palmer, I baronetto, imprenditore, politico e nobile inglese (n. 1858)
- 1911 - George Howard, IX conte di Carlisle, nobile, politico e pittore britannico (n. 1843)
- 1914 - Hermann Ahlwardt, pubblicista e politico tedesco (n. 1846)
- 1914 - Samuel Rutherford Crockett, romanziere e presbitero britannico (n. 1859)
- 1914 - George William Hill, astronomo e matematico statunitense (n. 1838)
- 1915 - Mario Chiri, sindacalista e avvocato italiano (n. 1883)
- 1915 - Gabriel Gustafson, archeologo svedese (n. 1853)
- 1915 - Richard Lydekker, naturalista, geologo e paleontologo inglese (n. 1849)
- 1916 - Ludwig Opel, imprenditore e giurista tedesco (n. 1880)
- 1916 - George Wilbur Peck, politico, militare e editore statunitense (n. 1840)
- 1917 - Louis-Marie Bossut, militare francese (n. 1873)
- 1917 - Tommaso Casini, scrittore, storico e critico letterario italiano (n. 1859)
- 1917 - Georges Touquet-Daunis, maratoneta francese (n. 1879)
- 1918 - Emanuele Ponzio, militare e marinaio italiano (n. 1877)
- 1919 - Anders Nicolai Kiær, statistico norvegese (n. 1838)
- 1919 - Carlo Lessona, giurista italiano (n. 1863)
- 1920 - Agostino Bajocco, politico italiano (n. 1828)
- 1920 - Carlo Alberto Gerbaix de Sonnaz, diplomatico e politico italiano (n. 1839)
- 1922 - Domenico Scopelliti, vescovo cattolico italiano (n. 1841)
- 1924 - Amleto Novelli, attore italiano (n. 1885)
- 1925 - Günther di Schwarzburg, principe (n. 1852)
- 1925 - David Powell, attore scozzese (n. 1883)
- 1927 - Albert-Émile Artigue, pittore, illustratore e incisore francese (n. 1850)
- 1927 - Caroline Matthews, medico britannica (n. 1877)
- 1927 - Stasys Sabaliauskas, calciatore lituano (n. 1905)
- 1928 - Pavel Borisovič Aksel'rod, rivoluzionario russo (n. 1850)
- 1930 - José Carlos Mariátegui, giornalista, sociologo e politico peruviano (n. 1894)
- 1930 - Linda Richards, infermiera statunitense (n. 1841)
- 1931 - Rachel Bluwstein, poetessa russa (n. 1890)
- 1931 - Gabriello Carnazza, giurista, politico e imprenditore italiano (n. 1871)
- 1933 - Umberto Balestreri, alpinista e magistrato italiano (n. 1889)
- 1933 - Anton Haberstock, calciatore svizzero (n. 1887)
- 1934 - John J. Blaine, politico statunitense (n. 1875)
- 1935 - Gustave Glotz, storico francese (n. 1862)
- 1935 - Panait Istrati, scrittore romeno (n. 1884)
- 1935 - Pëtr Germogenovič Smidovič, rivoluzionario e politico russo (n. 1874)
- 1938 - Steve Bloomer, allenatore di calcio, giocatore di baseball e calciatore inglese (n. 1874)
- 1938 - Antonio Bossonetto, militare e medico italiano (n. 1911)
- 1938 - Bertram Mills, imprenditore britannico (n. 1873)
- 1938 - Domenico Andrea Spada, politico italiano (n. 1861)
- 1939 - Luigi Dalla Laita, artista e progettista italiano (n. 1847)
- 1940 - 'Abd al-Hamid Ibn Badis, filosofo algerino (n. 1889)
- 1940 - Marian Spoida, calciatore polacco (n. 1901)
- 1941 - Luca Balsofiore, militare italiano (n. 1906)
- 1941 - Émile Bernard, pittore francese (n. 1868)
- 1941 - Gherardo Bosio, architetto, ingegnere e urbanista italiano (n. 1903)
- 1941 - Pietro de Cristofaro, militare italiano (n. 1900)
- 1941 - Hans Driesch, biologo e filosofo tedesco (n. 1867)
- 1941 - Josiah Stamp, scrittore, economista e banchiere inglese (n. 1880)
- 1941 - John Wodehouse, III conte di Kimberley, nobile e politico inglese (n. 1883)
- 1942 - Denis St. George Daly, giocatore di polo irlandese (n. 1862)
- 1942 - Alessandra di Sassonia-Coburgo-Gotha, principessa inglese (n. 1878)
- 1943 - Guido Gialdini, artista tedesco (n. 1880)
- 1943 - Armando Montani, militare italiano (n. 1920)
- 1943 - Fernand du Chêne de Vère, imprenditore e mecenate francese
- 1944 - Edward Charles Stuart Baker, ornitologo britannico (n. 1864)
- 1944 - Innocenzo Contini, militare e partigiano italiano (n. 1922)
- 1944 - Pietro Augusto Dacomo, militare e partigiano italiano (n. 1921)
- 1944 - Domenico Quaranta, militare e partigiano italiano (n. 1920)
- 1944 - Ettore Ruocco, militare e partigiano italiano (n. 1920)
- 1945 - Lewis Rickinson, esploratore, ingegnere e militare britannico (n. 1883)
- 1946 - Ferdinando Veneziale, politico italiano (n. 1887)
- 1947 - Guido Donegani, ingegnere, imprenditore e politico italiano (n. 1877)
- 1947 - Rudolf Höß, militare e criminale di guerra tedesco (n. 1901)
- 1947 - Nikolaj Konovalov, attore sovietico (n. 1884)
- 1950 - Anders Peter Nielsen, tiratore a segno danese (n. 1867)
- 1950 - Francesca Saverio Savona, religiosa italiana (n. 1897)
- 1950 - Madeleine Zillhardt, scrittrice e pittrice francese (n. 1863)
- 1951 - Adolph Bolm, ballerino e coreografo statunitense (n. 1884)
- 1951 - Aimé Auguste Cotton, fisico francese (n. 1869)
- 1952 - Corrado Barbagallo, storico italiano (n. 1877)
- 1952 - Aage Berntsen, schermidore danese (n. 1885)
- 1954 - Alger "Texas" Alexander, cantante statunitense (n. 1900)
- 1954 - George Harris, attore statunitense (n. 1892)
- 1955 - George Howe, architetto statunitense (n. 1886)
- 1955 - Matteo Tonengo, politico e partigiano italiano (n. 1907)
- 1956 - Antonino Grimaldi di Serravalle, politico e militare italiano (n. 1871)
- 1957 - Bernard Knubel, pistard tedesco (n. 1872)
- 1957 - Vincenzo Manzini, giurista italiano (n. 1872)
- 1957 - Mario Piacenza, alpinista, etnologo e esploratore italiano (n. 1884)
- 1957 - Johnny Torrio, mafioso italiano (n. 1882)
- 1958 - Margaret Sheridan, soprano irlandese (n. 1889)
- 1958 - Karl Fischer, chimico tedesco (n. 1901)
- 1958 - Rosalind Franklin, chimica, biochimica e cristallografa britannica (n. 1920)
- 1958 - Giuseppe Maldarelli, disegnatore e pittore italiano (n. 1885)
- 1959 - Louis Alibert, linguista francese (n. 1884)
- 1959 - Charles Halton, attore statunitense (n. 1876)
- 1960 - Carlo Ceriana-Mayneri, generale italiano (n. 1886)
- 1960 - Émile Georget, ciclista su strada e pistard francese (n. 1881)
- 1960 - Felix Kersten, fisioterapista finlandese (n. 1898)
- 1961 - Martien Houtkooper, calciatore olandese (n. 1891)
- 1961 - Carl Hovland, psicologo statunitense (n. 1912)
- 1962 - Jean Amrouche, scrittore, poeta e critico letterario algerino (n. 1906)
- 1962 - Renzo Mori, tenore italiano (n. 1890)
- 1964 - Štefan Barnaš, vescovo cattolico slovacco (n. 1900)
- 1964 - Olao Cerini, allenatore di calcio e calciatore italiano (n. 1906)
- 1965 - Sydney Chaplin, attore e regista inglese (n. 1885)
- 1965 - Pietro Reali, politico italiano (n. 1900)
- 1965 - Félix Sellier, ciclista su strada e pistard belga (n. 1893)
- 1966 - Dino Bonardi, giornalista e scrittore italiano (n. 1896)
- 1966 - Roger Lapham, politico statunitense (n. 1883)
- 1966 - Gaspar Lefebvre, francese (n. 1880)
- 1967 - Giorgio Rabbeno, generale italiano (n. 1882)
- 1968 - Fay Bainter, attrice statunitense (n. 1893)
- 1968 - Albert Betz, fisico e ingegnere tedesco (n. 1885)
- 1968 - Nelly Corradi, attrice e soprano italiana (n. 1914)
- 1968 - Edna Ferber, scrittrice, drammaturga e giornalista statunitense (n. 1885)
- 1969 - Ryōkichi Sagane, fisico giapponese (n. 1905)
- 1970 - Gennaro Ciaburri, medico e biologo italiano (n. 1881)
- 1970 - Richard Neutra, architetto austriaco (n. 1892)
- 1970 - Gustavo Serena, attore e regista italiano (n. 1882)
- 1971 - Gustáv Žáček, calciatore slovacco (n. 1921)
- 1972 - Guido Bernardi, politico italiano (n. 1895)
- 1972 - Alfredo Ghezzi, artista italiano (n. 1895)
- 1972 - Yasunari Kawabata, scrittore giapponese (n. 1899)
- 1973 - Nino Bravo, cantante spagnolo (n. 1944)
- 1973 - István Kertész, direttore d'orchestra ungherese (n. 1929)
- 1974 - Everett Shelton, cestista, giocatore di football americano e giocatore di baseball statunitense (n. 1898)
- 1975 - Bruno Romano, politico italiano (n. 1920)
- 1975 - Richard Walzer, grecista e filologo tedesco (n. 1900)
- 1976 - Ján Arpáš, calciatore cecoslovacco (n. 1917)
- 1976 - Nora Ricci, attrice italiana (n. 1924)
- 1977 - Michelangelo Galioto, politico italiano (n. 1897)
- 1977 - Maurizio Garino, anarchico e sindacalista italiano (n. 1892)
- 1977 - Mikuláš Jordán, pittore slovacco (n. 1892)
- 1977 - Francisco Matarazzo Sobrinho, mecenate, imprenditore e politico brasiliano (n. 1898)
- 1978 - Sergio Bianchi, scacchista italiano (n. 1920)
- 1978 - Vincenzo Bosia, calciatore italiano (n. 1906)
- 1978 - Lucius Clay, generale statunitense (n. 1897)
- 1978 - Nagamichi Kuroda, zoologo, ornitologo e biologo giapponese (n. 1889)
- 1978 - Richard Lindner, pittore tedesco (n. 1901)
- 1978 - Thomas Vincent Cahill, arcivescovo cattolico australiano (n. 1913)
- 1978 - Johnny Sines, cestista e allenatore di pallacanestro statunitense (n. 1914)
- 1978 - Philibert Tsiranana, politico malgascio (n. 1912)
- 1979 - Maria Caniglia, soprano italiano (n. 1905)
- 1979 - Anatolij Charlampiev, judoka russo (n. 1906)
- 1980 - Josef Schmitt, calciatore tedesco (n. 1908)
- 1980 - Alf Sjöberg, regista e attore svedese (n. 1903)
- 1980 - Morris Stoloff, compositore statunitense (n. 1898)
- 1981 - Effa Manley, dirigente sportiva statunitense (n. 1897)
- 1981 - Dino Saccenti, partigiano e politico italiano (n. 1901)
- 1981 - Renaud de la Frégeolière, bobbista e dirigente sportivo francese (n. 1886)
- 1982 - Anatolij Nikolaevič Aleksandrov, compositore e pianista russo (n. 1888)
- 1982 - Orio Giacchi, giurista italiano (n. 1909)
- 1982 - Joseph Peckover, compositore di scacchi statunitense (n. 1896)
- 1983 - Elmar Schäfer, militare e aviatore tedesco (n. 1913)
- 1983 - Michael Zohary, botanico israeliano (n. 1898)
- 1984 - Charles G. Finney, giornalista statunitense (n. 1905)
- 1984 - Byron Haskin, regista, direttore della fotografia e effettista statunitense (n. 1899)
- 1984 - Giovanni Lattuada, ginnasta italiano (n. 1905)
- 1984 - Wanda Wulz, fotografa italiana (n. 1903)
- 1985 - Osvaldo Borsani, architetto, designer e imprenditore italiano (n. 1911)
- 1985 - Scott Brady, attore statunitense (n. 1924)
- 1985 - Raffaele Cutolo, drammaturgo e paroliere italiano (n. 1910)
- 1986 - Carlo Biagi, calciatore italiano (n. 1914)
- 1987 - Juan Evangelista Venegas, pugile portoricano (n. 1929)
- 1988 - José Dolhem, pilota automobilistico francese (n. 1944)
- 1988 - Jurij Aleksandrovič Egorov, pianista sovietico (n. 1954)
- 1988 - Francesco Pretti, marciatore e dirigente sportivo italiano (n. 1903)
- 1988 - John Reardon, baritono statunitense (n. 1930)
- 1988 - Roberto Ruffilli, politologo e politico italiano (n. 1937)
- 1988 - Abu Jihad, militare e politico palestinese (n. 1935)
- 1989 - Jocko Conlan, giocatore di baseball e arbitro di baseball statunitense (n. 1899)
- 1989 - Harald Edelstam, diplomatico svedese (n. 1913)
- 1989 - Kaoru Ishikawa, ingegnere chimico e docente giapponese (n. 1915)
- 1989 - Dante Montanari, pittore italiano (n. 1896)
- 1989 - Hakkı Yeten, calciatore e allenatore di calcio turco (n. 1910)
- 1990 - Ewald Kihle, calciatore norvegese (n. 1919)
- 1990 - Enrico Reginato, medico e militare italiano (n. 1913)
- 1991 - Roman Jasiński, ballerino polacco (n. 1907)
- 1991 - David Lean, regista, sceneggiatore e attore britannico (n. 1908)
- 1991 - Riccardo Manzi, vignettista e pittore italiano (n. 1913)
- 1991 - Sergio Peresson, liutaio italiano (n. 1913)
- 1992 - Neville Brand, attore statunitense (n. 1920)
- 1992 - Sisto Scilligo, sciatore di pattuglia militare e fondista italiano (n. 1911)
- 1992 - Donato Turrini, politico e giornalista italiano (n. 1909)
- 1993 - Pascal de Duve, scrittore belga (n. 1964)
- 1993 - Josef Greindl, basso tedesco (n. 1912)
- 1993 - Aleksandr Michajlovič Kondratov, linguista, biologo e giornalista russo (n. 1937)
- 1993 - Raimonda Orselli, socialite, attrice e ballerina italiana (n. 1931)
- 1994 - Oscar Blando, attore italiano (n. 1924)
- 1994 - Klaus Bodinger, nuotatore tedesco (n. 1932)
- 1994 - Sergio Dardini, politico italiano (n. 1926)
- 1994 - Ralph Waldo Ellison, scrittore, saggista e critico musicale statunitense (n. 1914)
- 1994 - John McLiam, attore canadese (n. 1918)
- 1994 - Carlo Miani, militare e aviatore italiano (n. 1914)
- 1994 - Lea Ribarič, sciatrice alpina slovena (n. 1974)
- 1994 - Sam Selvon, scrittore trinidadiano (n. 1923)
- 1994 - Allan Snyder, truccatore statunitense (n. 1914)
- 1994 - Ron Vawter, attore statunitense (n. 1948)
- 1995 - Olavi Ahonen, cestista finlandese (n. 1941)
- 1995 - Cy Endfield, regista e sceneggiatore statunitense (n. 1914)
- 1995 - Josef Hügi, calciatore svizzero (n. 1930)
- 1995 - Valeriano López, calciatore peruviano (n. 1926)
- 1995 - Iqbal Masih, operaio e attivista pakistano (n. 1982)
- 1995 - Alfred Ryder, attore statunitense (n. 1916)
- 1996 - George Abel, hockeista su ghiaccio canadese (n. 1916)
- 1996 - Madeleine Bourdouxhe, scrittrice belga (n. 1906)
- 1996 - Lucille Bremer, attrice e ballerina statunitense (n. 1917)
- 1996 - Irasema Dilian, attrice italiana (n. 1924)
- 1996 - Giuseppe Fenocchio, vescovo cattolico italiano (n. 1904)
- 1996 - Romualda Gruszczyńska, cestista, pallavolista e pallamanista polacca (n. 1928)
- 1996 - Tomás Gutiérrez Alea, regista cubano (n. 1928)
- 1996 - Stauros Niarchos, armatore, imprenditore e collezionista d'arte greco (n. 1909)
- 1996 - Silvio Ranzi, biologo e zoologo italiano (n. 1902)
- 1997 - Jan Bruins, pilota motociclistico olandese (n. 1940)
- 1997 - Orazio Frugoni, pianista italiano (n. 1921)
- 1997 - Vito Fumagalli, storico e politico italiano (n. 1938)
- 1997 - Thierry Metz, poeta francese (n. 1956)
- 1997 - Roland Topor, illustratore, paroliere e drammaturgo francese (n. 1938)
- 1997 - Claude Tresmontant, filosofo e teologo francese (n. 1925)
- 1998 - Alberto Calderón, matematico argentino (n. 1920)
- 1998 - Fred Davis, giocatore di snooker inglese (n. 1913)
- 1998 - Marie-Louise Meilleur, supercentenaria canadese (n. 1880)
- 1999 - Zoë Lund, attrice, sceneggiatrice e compositrice statunitense (n. 1962)
- 1999 - Giorgio Lungarotti, imprenditore italiano (n. 1910)
- 1999 - Skip Spence, polistrumentista e cantautore canadese (n. 1946)
- 2000 - Aldo Casalinuovo, avvocato, giurista e politico italiano (n. 1914)
- 2000 - Putra di Perlis, sovrano malese (n. 1920)
- 2000 - Policarpo Paz García, generale e politico honduregno (n. 1932)

## XXI secolo(148)
- 2001 - Emanuele Clarizio, arcivescovo cattolico italiano (n. 1911)
- 2001 - Giovanni Farina, calciatore italiano (n. 1920)
- 2001 - Giacomo Gentilomo, regista cinematografico e sceneggiatore italiano (n. 1909)
- 2001 - Horace Gwynne, pugile canadese (n. 1912)
- 2001 - Alfred Horn, matematico statunitense (n. 1918)
- 2001 - Mittéï, scrittore e illustratore belga (n. 1932)
- 2001 - Peter Maag, direttore d'orchestra svizzero (n. 1919)
- 2001 - Robert Osterloh, attore statunitense (n. 1918)
- 2001 - Michael Ritchie, regista statunitense (n. 1938)
- 2001 - Alec Stock, calciatore e allenatore di calcio inglese (n. 1917)
- 2002 - Olivier Eggimann, calciatore svizzero (n. 1919)
- 2002 - Ramiro de León Carpio, politico guatemalteco (n. 1942)
- 2002 - Antonio Nicotra, attore italiano (n. 1908)
- 2002 - Marcel Stern, velista svizzero (n. 1922)
- 2002 - Robert Urich, attore statunitense (n. 1946)
- 2003 - Jack Donohue, allenatore di pallacanestro statunitense (n. 1931)
- 2003 - Isao Iwabuchi, calciatore giapponese (n. 1933)
- 2003 - Graham Jarvis, attore statunitense (n. 1930)
- 2003 - Lili Muráti, attrice ungherese (n. 1911)
- 2003 - Jewell Young, cestista statunitense (n. 1913)
- 2004 - Abu al-Walid, rivoluzionario saudita (n. 1967)
- 2004 - Gastone Boni, calciatore e allenatore di calcio italiano (n. 1914)
- 2004 - Elwood Cooke, tennista statunitense (n. 1913)
- 2004 - Matilde Moraschi, cestista, schermitrice e velocista italiana (n. 1910)
- 2005 - Saul Abrantes, calciatore portoghese (n. 1929)
- 2005 - Fausto Cossu, carabiniere e partigiano italiano (n. 1914)
- 2005 - Giuseppe Falcucci, giornalista italiano (n. 1925)
- 2005 - Herm Gilliam, cestista statunitense (n. 1946)
- 2005 - Helen Lloyd Breed, attrice statunitense (n. 1911)
- 2005 - Volker Vogeler, regista e sceneggiatore tedesco (n. 1930)
- 2006 - Karl Spitaler, architetto italiano (n. 1951)
- 2006 - Georges Stuber, calciatore svizzero (n. 1925)
- 2007 - Christof Exner, geologo austriaco (n. 1915)
- 2007 - Hristo Hristov, regista e sceneggiatore bulgaro (n. 1926)
- 2007 - Maria Lenk, nuotatrice brasiliana (n. 1915)
- 2007 - Giuseppe Ruzzolini, direttore della fotografia italiano (n. 1930)
- 2008 - René Dereuddre, calciatore e allenatore di calcio francese (n. 1930)
- 2008 - Edward Norton Lorenz, matematico e meteorologo statunitense (n. 1917)
- 2008 - Domenico Mattia, cantante italiano (n. 1958)
- 2008 - Claudio Merenda, politico e avvocato italiano (n. 1921)
- 2008 - Ignazio Schino, giornalista, conduttore radiofonico e scrittore italiano (n. 1925)
- 2009 - El Camborio, ballerino e coreografo italiano (n. 1939)
- 2009 - Fabio Metitieri, giornalista e saggista italiano (n. 1958)
- 2009 - Reggie Royals, cestista statunitense (n. 1950)
- 2010 - Jacques Brunschwig, filologo e storico francese (n. 1929)
- 2010 - Gianfranco Couyoumdjian, produttore cinematografico e sceneggiatore italiano (n. 1940)
- 2010 - Carlos Franqui, scrittore, poeta e giornalista cubano (n. 1921)
- 2010 - Norman Francis McFarland, vescovo cattolico statunitense (n. 1922)
- 2010 - Tomáš Špidlík, teologo e cardinale ceco (n. 1919)
- 2010 - Morris Warman, fotografo statunitense (n. 1918)
- 2011 - Enrico Bellone, storico della scienza e divulgatore scientifico italiano (n. 1938)
- 2011 - Chinesinho, calciatore e allenatore di calcio brasiliano (n. 1935)
- 2011 - Alfonso Martínez, cestista spagnolo (n. 1937)
- 2011 - Wes Richardson, giocatore di curling canadese (n. 1930)
- 2011 - Harold Volkmer, politico statunitense (n. 1931)
- 2012 - Marcelo Alfaro, attore e direttore teatrale argentino (n. 1953)
- 2012 - Edo Benedetti, politico e dirigente d'azienda italiano (n. 1922)
- 2012 - Marian Biskup, storico polacco (n. 1922)
- 2012 - Ernest Callenbach, critico cinematografico, scrittore e filosofo statunitense (n. 1929)
- 2012 - Teddy Charles, musicista e compositore statunitense (n. 1928)
- 2012 - Mærsk Mc-Kinney Møller, armatore danese (n. 1913)
- 2012 - Alfred Frank Millidge, aracnologo britannico (n. 1914)
- 2012 - Ngô Đình Lệ Quyên, funzionaria e giurista vietnamita (n. 1959)
- 2012 - Carlo Petrini, allenatore di calcio, calciatore e scrittore italiano (n. 1948)
- 2013 - Enrico Colombotto Rosso, pittore italiano (n. 1925)
- 2013 - Roberto Giammanco, sociologo, storico e saggista italiano (n. 1926)
- 2013 - Antun Herceg, calciatore jugoslavo (n. 1927)
- 2013 - Ali Kafi, politico e militare algerino (n. 1928)
- 2013 - Maria Lai, artista italiana (n. 1919)
- 2013 - George Beverly Shea, cantante e compositore statunitense (n. 1909)
- 2013 - Pat Summerall, giocatore di football americano e conduttore televisivo statunitense (n. 1930)
- 2013 - Matti Suuronen, architetto e designer finlandese (n. 1933)
- 2013 - Cesare Vasoli, storico della filosofia italiano (n. 1924)
- 2014 - Giuseppe Andreoli, politico italiano (n. 1932)
- 2014 - Gyude Bryant, politico liberiano (n. 1949)
- 2014 - Gerald Guralnik, fisico statunitense (n. 1936)
- 2014 - John Houbolt, ingegnere statunitense (n. 1919)
- 2014 - Claudio Quarantotto, giornalista e critico cinematografico italiano (n. 1936)
- 2014 - Aulis Rytkönen, calciatore e allenatore di calcio finlandese (n. 1929)
- 2015 - Oles' Buzyna, giornalista ucraino (n. 1969)
- 2015 - Driss Bamous, calciatore, dirigente sportivo e militare marocchino (n. 1942)
- 2015 - Livio Forma, giornalista italiano (n. 1942)
- 2015 - Stanislav Gross, politico ceco (n. 1969)
- 2015 - Heino Kleiminger, calciatore tedesco orientale (n. 1939)
- 2015 - Giuseppe Zigaina, pittore e saggista italiano (n. 1924)
- 2016 - Ron Bonham, cestista statunitense (n. 1942)
- 2016 - Rod Daniel, regista statunitense (n. 1942)
- 2016 - William M. Gray, meteorologo statunitense (n. 1929)
- 2016 - Charlie Hodge, hockeista su ghiaccio canadese (n. 1933)
- 2016 - Louis Pilot, allenatore di calcio e calciatore lussemburghese (n. 1940)
- 2016 - Igor' Volčok, allenatore di calcio e calciatore sovietico (n. 1931)
- 2017 - Riccardo Bellei, cantautore e conduttore radiofonico italiano (n. 1953)
- 2017 - Michael Bogdanov, regista teatrale gallese (n. 1938)
- 2017 - Gianni Boncompagni, conduttore radiofonico, paroliere e autore televisivo italiano (n. 1932)
- 2017 - Spartaco Landini, calciatore, allenatore di calcio e dirigente sportivo italiano (n. 1944)
- 2017 - Piero Ottone, giornalista e scrittore italiano (n. 1924)
- 2018 - Harry Anderson, attore e cabarettista statunitense (n. 1952)
- 2018 - Franca Baratti, pittrice italiana (n. 1925)
- 2018 - Choi Eun-hee, attrice sudcoreana (n. 1926)
- 2018 - Giuseppe Gentili, scultore italiano (n. 1942)
- 2018 - Pamela Gidley, attrice statunitense (n. 1965)
- 2018 - Hal Greer, cestista e allenatore di pallacanestro statunitense (n. 1936)
- 2018 - Dona Ivone Lara, cantante e compositrice brasiliana (n. 1921)
- 2019 - Hansjörg Auer, arrampicatore e alpinista austriaco (n. 1984)
- 2019 - Vladimir Grigor'evič Boltjanskij, matematico sovietico (n. 1925)
- 2019 - Jörg Demus, pianista e compositore austriaco (n. 1928)
- 2019 - David Lama, arrampicatore e alpinista austriaco (n. 1990)
- 2019 - Pietro Marascalchi, lottatore e attore italiano (n. 1931)
- 2019 - Fay McKenzie, attrice e cantante statunitense (n. 1918)
- 2019 - Ignace Murwanashyaka, militare ruandese (n. 1963)
- 2020 - Christophe, cantautore francese (n. 1945)
- 2020 - Gene Deitch, illustratore, animatore e disegnatore ceco (n. 1924)
- 2020 - Francesco Di Carlo, mafioso e collaboratore di giustizia italiano (n. 1941)
- 2020 - Howard Finkel, commentatore televisivo statunitense (n. 1950)
- 2020 - Luiz Alfredo Garcia-Roza, scrittore e psicanalista brasiliano (n. 1936)
- 2020 - Kenneth Gilbert, direttore d'orchestra e clavicembalista canadese (n. 1931)
- 2020 - Jane Dee Hull, politica statunitense (n. 1935)
- 2020 - Santiago Lanzuela, politico e economista spagnolo (n. 1948)
- 2020 - Jean-Marie Luton, ingegnere francese (n. 1942)
- 2020 - Luis Sepúlveda, scrittore, giornalista e sceneggiatore cileno (n. 1949)
- 2021 - Fred Arbanas, giocatore di football americano statunitense (n. 1939)
- 2021 - John Dawes, rugbista a 15 e allenatore di rugby a 15 britannico (n. 1940)
- 2021 - Charles Geschke, imprenditore e informatico statunitense (n. 1939)
- 2021 - Helen McCrory, attrice britannica (n. 1968)
- 2021 - Sergej Novikov, judoka sovietico (n. 1949)
- 2021 - Anthony Powell, costumista britannico (n. 1935)
- 2021 - Liam Scarlett, coreografo e ballerino britannico (n. 1986)
- 2021 - Felix Silla, attore, stuntman e circense italiano (n. 1937)
- 2021 - Mari Törőcsik, attrice ungherese (n. 1935)
- 2022 - Raymond Baratto, calciatore francese (n. 1934)
- 2022 - Mariano Ortiz, cestista portoricano (n. 1944)
- 2022 - Gloria Sevilla, attrice filippina (n. 1932)
- 2022 - Joachim Streich, calciatore e allenatore di calcio tedesco orientale (n. 1951)
- 2023 - Rod Hebron, sciatore alpino canadese (n. 1942)
- 2023 - Ahmad Jamal, pianista statunitense (n. 1930)
- 2023 - Cesare Marchetti, fisico italiano (n. 1927)
- 2023 - Eddie Colquhoun, calciatore scozzese (n. 1945)
- 2024 - Vladimir Andreev, marciatore russo (n. 1966)
- 2024 - Franco Facchini, scrittore e poeta italiano (n. 1951)
- 2024 - Rodney Gould, pilota motociclistico britannico (n. 1943)
- 2024 - Bob Graham, politico statunitense (n. 1936)
- 2024 - Bob Kloppenburg, allenatore di pallacanestro statunitense (n. 1927)
- 2024 - Giuseppe Santonico, calciatore italiano (n. 1944)
- 2025 - Nora Aunor, attrice, cantante e produttrice cinematografica filippina (n. 1953)
- 2025 - Aaron Boupendza, calciatore gabonese (n. 1996)
- 2025 - Francesco Calvanese, politico italiano (n. 1947)
- 2025 - Dwayne Collins, cestista statunitense (n. 1988)
- 2025 - Ron Gardin, giocatore di football americano statunitense (n. 1944)